# Per Røntved
Per Røntved est un footballeur danois né le 27 janvier 1949 à Frederiksberg et mort le 16 mai 2023, qui évolue au poste de défenseur de la fin des années 1960 au début des années 1980.

## Biographie
Joueur danois de l'année en 1972, Røntved compte 75 sélections (dont 38 en tant que capitaine) en équipe du Danemark entre 1970 et 1982. Il est part ailleurs le premier joueur de la sélection danoise à atteindre les 75 sélections, ce qui faisait donc de lui le joueur le plus capé, avant d'être dépassé par Morten Olsen. Il inscrit onze buts avec le Danemark ce qui en fait l'un des défenseurs danois les plus efficaces.
Il joue sept saisons en Bundesliga, au Werder Brême.

## Clubs
- ?-1972 : Brønshøj BK  Danemark
- 1972-1979 : Werder Brême  Allemagne
- 1980-1983 : Randers FC  Danemark
- 1983-1983 : Hvidovre IF  Danemark